# Johan de Meester (schrijver)
Eliza Johannes (Johan) de Meester, (Harderwijk, 6 februari 1860 – Utrecht, 16 mei 1931), was een Nederlandse journalist, literatuurcriticus en auteur.

## Familie
De Meester werd geboren als zoon van burgemeester mr. Gerrit Abraham de Meester (1817-1864), later lid van de Tweede Kamer, en Theodora 'Tine' Hermina van Meurs (1820-1884). Zijn broer Everhard Dirk de Meester (1850-1920) was ook burgemeester, zijn broer mr. Theodoor Herman de Meester (1851-1919) werd minister. In 1890 trouwde hij in Leiden met de schilderes en kunstcritica Augustine Hermine Obreen (1866-1953). Ze kregen samen drie kinderen. Hun tweede dochter was Annie Roland Holst-de Meester (1893-1987), hun derde kind was de latere acteur en regisseur Johan de Meester jr. (1897-1986).

## Levensloop

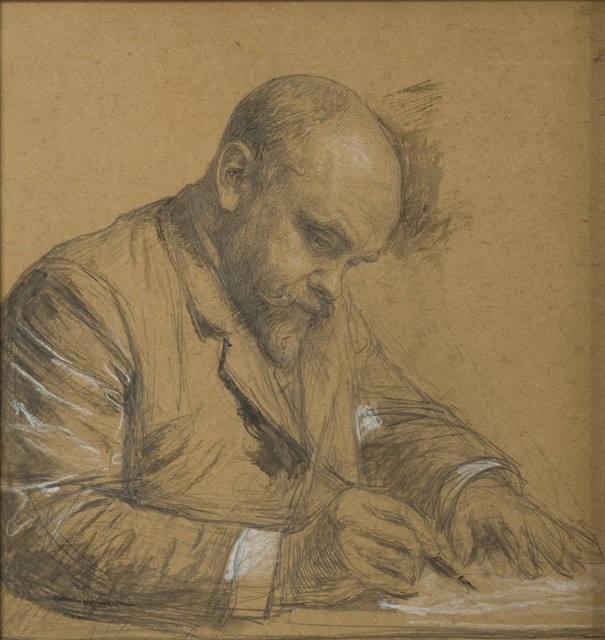
De Meester (door Jan Veth)

Toen Johan net vier jaar was stierf zijn vader. Enkele jaren later verhuisde moeder Tine met haar drie kinderen naar Zeist. De negenjarige Johan kwam hier op een kostschool van de Hernhutters.
Zijn latere werk De Zonde in het deftige Dorp speelt in deze periode. Nadat het gezin in 1875 naar Wageningen was verhuisd, verhuisden zij twee jaar later nogmaals, nu naar Voorst bij Zutphen. Na korte tijd op een registratiekantoor in Zutphen te hebben gewerkt, kreeg Johan werk bij de Zutphensche Courant.
In deze tijd verscheen zijn bundeltje korte verhalen Kleingoed, Schetsjes en Silhouetten.
Nadat hij in 1883 was verhuisd naar Amsterdam werd hij lid van het genootschap ‘Flanor’. Daar kwam hij in contact met jonge schrijvers als Willem Kloos, Frederik van Eeden, Lodewijk van Deyssel en Albert Verwey. In 1886 werd hij buitenlands correspondent in Parijs voor Het Handelsblad.
In Parijs schreef hij de roman Een Huwelijk.
In 1891 werd Johan de Meester redacteur en recensent van de rubriek Kunst en Letteren in de Nieuwe Rotterdamsche Courant. Hij zou dit tot 1927 blijven doen. Naast zijn werk hield De Meester letterkundige lezingen en was ook enige tijd redacteur van het letterkundige maandschrift Europa.
Van 1903 tot 1908 was hij redactielid van De Nieuwe Gids en van 1908 tot 1927 van De Gids.
Johan de Meester was lid van de Maatschappij der Nederlandsche Letterkunde, het Utrechtsch Genootschap en de Academie voor Beeldende Kunsten en Technische Wetenschappen in Rotterdam..
In 1931 werd hij bijgezet in het graf van zijn dochter op Oud Eik en Duinen in Den Haag.

## Onderscheidingen[21]
- Officier in de Orde van Oranje-Nassau
- Ridder in het Legioen van Eer
- Officier de l'Instruction Publique
- Ridder in de Orde van Cambodja
- Officier in de Kroonorde van België
- Ridder in de Orde van Leopold II
- Buitenlands erelid Koninklijke Vlaamsche Academie
- Gouden medaille Academie voor Beeldende Kunsten en Technische Wetenschappen